# Méré (Yonne)
Méré település Franciaországban, Yonne megyében. Lakosainak száma 168 fő (2022. január 1.). Méré Villiers-Vineux, Carisey, Dyé, Ligny-le-Châtel, Maligny és Varennes községekkel határos.

## Népesség
A település népességének változása:
| Lakosok száma | 173  | 188  | 202  | 197  | 198  | 201  | 204  | 177  | 168  |
|               | 2013 | 2015 | 2016 | 2017 | 2018 | 2019 | 2020 | 2021 | 2022 |